# 有线电视新闻网国际新闻网络南亚台
有线电视新闻网国际新闻网络南亚台（英語：CNN International South Asia）是付费电视新闻频道有線電視新聞網國際新聞網絡的南亚子频道，节目信号覆盖印度、巴基斯坦、孟加拉国、斯里兰卡、尼泊尔、不丹和马尔代夫。 

## 争议
2017年，由陆军中将背景的电视新闻分析员和评论员的塔拉特·马苏德在有线电视新闻网国际新闻网络节目上谈及巴基斯坦的核能力和核威慑力以及针对巴基斯坦核打击的对策。
2018年10月，巴基斯坦最高法院裁定巴基斯坦电子媒体监管局须向所有在巴基斯坦落地的境外电视频道发出通知，告知境外电视机构依据巴基斯坦现行法律，每日播出境外节目的占比不得超过一成以促使境外电视机构关注巴基斯坦境内事件，而不只是分发或重播欧美地区的电视节目。